# Famille Merian
 (août 2024).
Si vous disposez d'ouvrages ou d'articles de référence ou si vous connaissez des sites web de qualité traitant du thème abordé ici, merci de compléter l'article en donnant les références utiles à sa vérifiabilité et en les liant à la section « Notes et références ».

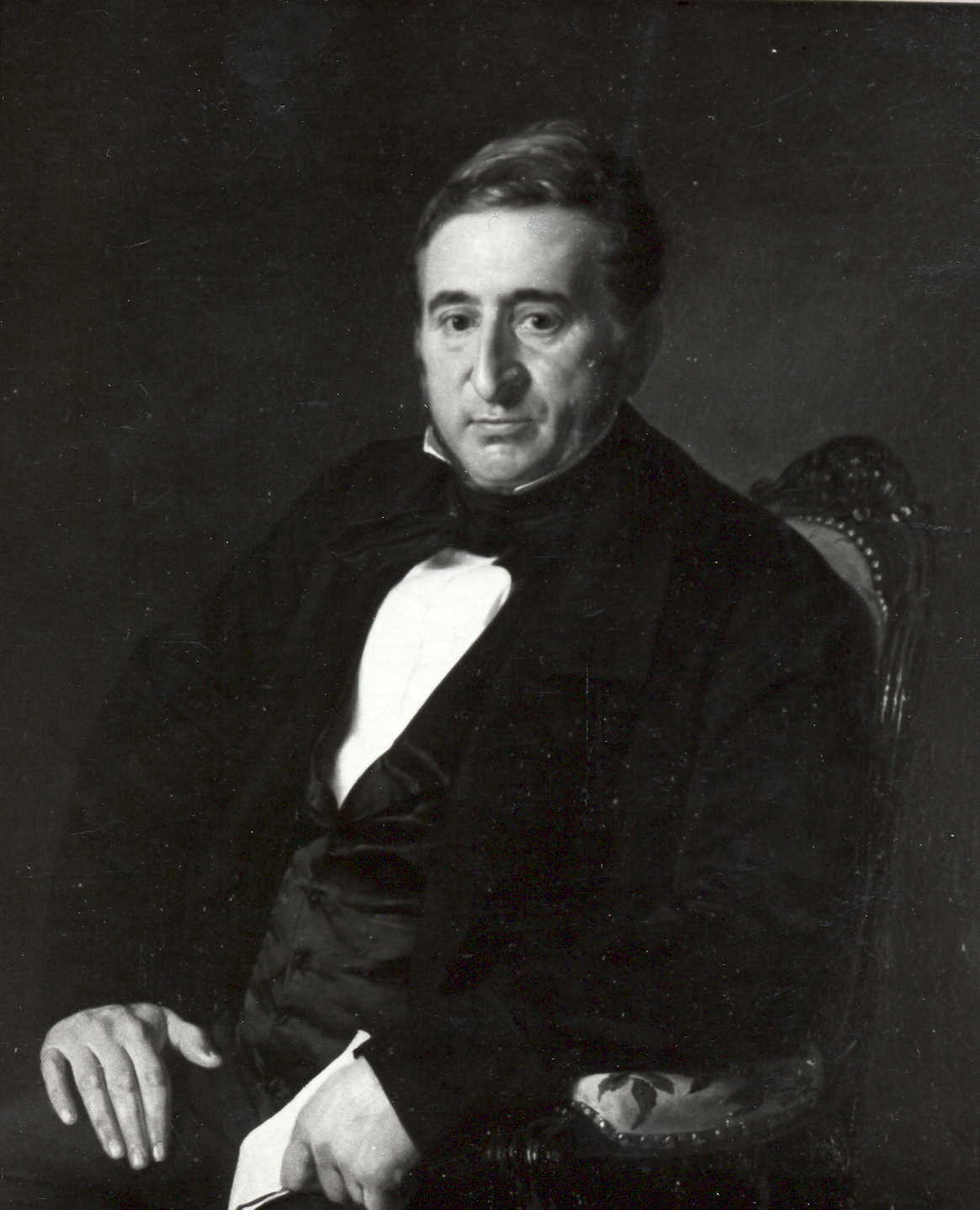
Banquier, homme d'affaires et agriculteur Christoph Merian (1800–1858) de la «lignée de Bâle aînée», qui devint l'un des hommes les plus riches de Suisse.

La famille Merian est une famille patricienne de Bâle, en Suisse. Elle se compose de deux branches (une 'ancienne ligne bâloise' et une 'plus jeune') qui étaient des citoyens de Bâle à partir de 1498 et de 1549/1553. La famille a été représentée au Grand Conseil de Bâle-Ville en 1532 et a grandi pour devenir des échevins distingués. 
La jeune lignée bâloise comprend une branche de Francfort fondée par le graveur Matthäus Merian l'Ancien (1593-1650), dont les descendants sont devenus artistes à l'époque baroque et ont dirigé ce qui est devenu l'un des plus grands éditeurs d'Europe au XVIIe siècle. La fille de Matthäus Merian était la naturaliste et artiste Maria Sibylla Merian.

## Origine
Le nom de famille ne se limite pas à Bâle, et se retrouve également (dans des variantes comme Meria, Merian, Meriam et von Merian ) en Alsace, Lorraine, Provence, Basse-Autriche et Mecklembourg. Ces familles ne sont probablement pas directement apparentées aux Merian de Bâle, mais une racine commune se trouve vraisemblablement dans l'ancien prince-évêché de Bâle dans les formes les plus anciennes du nom Merillate, Merylat, Miregla, Mureglat ou Mariatte latinisée. Le nom dérive probablement de Meier (signifiant intendant ou gestionnaire de domaine) ; peu probable, cependant, une relation a été supposée avec la communauté de Meria en Corse ou avec une prétendue abbaye de Merian dans l'archidiocèse de Strasbourg, et la même chose est peu probable en référence à la noblesse Marioni de Milan ou à de Muriaux dans l'évêché de Bâle. Mais plus vraisembablement de la commune de Murieux, dans le canton du Jura.
La plus ancienne référence écrite à la famille dans l'évêché date de l'année 1385 avec la mention d'un Jehannin dit Mariatte de Buratte ("'Johann, dit Mariatte, citoyens, témoigne'"), qui résidait dans une laiterie à Bure, Suisse. Cette ferme laitière appartenait depuis 1283 aux évêques de Bâle, avant les ducs d'Alsace et les comtes de Mömpelgard/ Montbéliard et von Pfirt/ Ferrette.

## Naturalisation Bâloise
L'ancêtre des Merians de Bâle est Theobald Merian (c.1415 - c.1505), bailli épiscopal bâlois ou intendant à Lüttelsdorf (aujourd'hui Courroux ) dans le canton suisse du Jura. De lui descendent les deux branches bâloises de la famille. La lignée aînée provient de son fils Theobald Merian (1465 - 1544), qui se rendit en 1480 en tant que marin de Lüttelsdorf à Bâle et exploita plus tard une scierie sur la rive droite du Rhin à Kleinbasel. On pense que la lignée la plus jeune de Johann Petrus Merian (c.1468/1478 - après 1519) est liée, car il était un intendant épiscopal qui est également venu de Lüttelsdorf à Bâle, mais si Theobald (le fils) et Johann Petrus étaient frères et tous deux donc fils de Theobald (le père) comme le prétend la tradition, n'est pas prouvée.

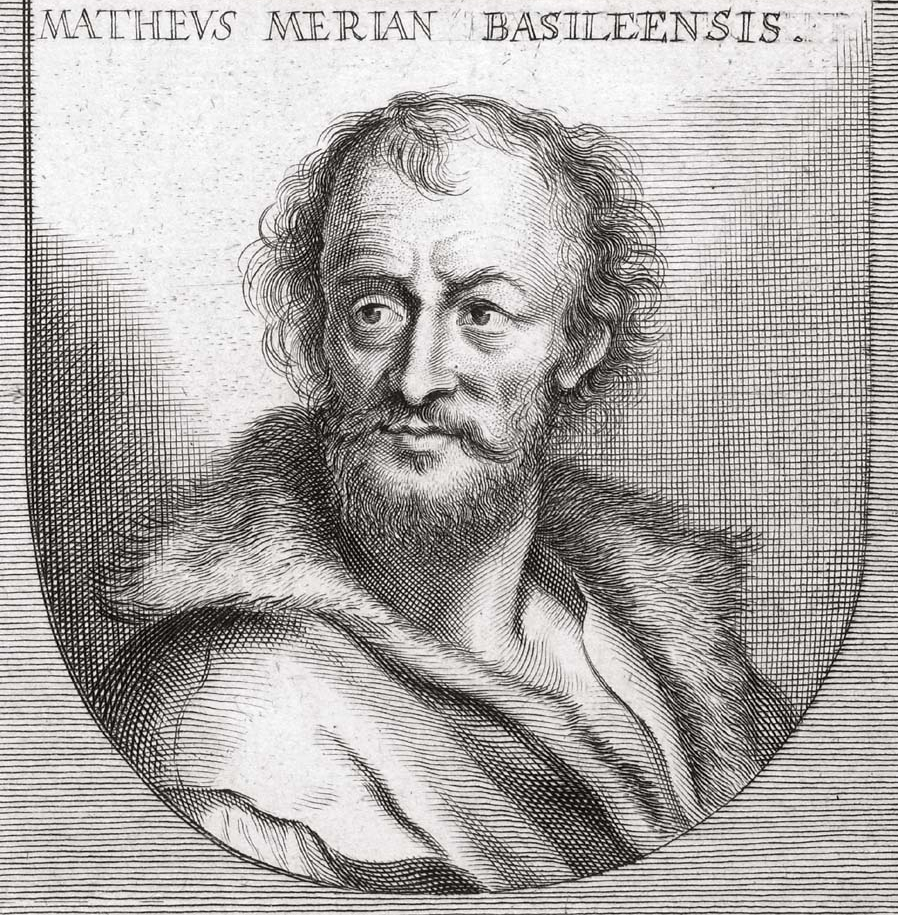
Graveur et éditeur d'origine suisse Matthäus Merian (1593-1650)

## Sous-branche de Francfort
En 1624, le graveur d'origine suisse Matthäus Merian (descendant de la lignée la plus jeune) a repris la maison d'édition de Francfort de son beau-père Johann Theodor de Bry et, en 1626, il a acquis la citoyenneté de Francfort. Après sa mort en 1650, deux de ses fils, Matthäus Merian le Jeune et Caspar, fondèrent la maison d'édition sous le nom de Matthäus Merian Seel . En 1687, la maison d'édition a été héritée par un membre de la famille de la troisième génération, Johann Matthäus Merian (1659-1716), le deuxième fils de Matthäus le Jeune. Le frère aîné de Johann, Carl Gustav Merian, fut plus tard élevé à la noblesse par l'électeur de Mayence et nommé au Conseil privé. Après la mort de Johann en 1716, l'entreprise fut dirigée par sa nièce Charlotte Maria Merian (1691-1729) jusqu'à sa dissolution en 1727. La lignée familiale de Francfort est décédée avec le peintre Carl Matthäus Merian (1705-1770), arrière-petit-fils de Matthäus Merian l'Ancien. Le nom de famille est rappelé aujourd'hui dans la Merianstrasse et la Merianplatz de Francfort, et dans l'école Merian de Nordend.

## Personnalités

### Ligne Elder Basel
- Hans Bernhard (Jean-Bernard) Merian (1723–1807) - secrétaire perpétuel de l'Académie des sciences de Berlin
- Christoph Merian (Senior) (1769-1849) - marchand et banquier, sept fois arrière-petit-fils de Theobald Merian (Junior).
- Philipp Merian (de) (1773–1848) - marchand et philanthrope, frère de Christoph (Senior).
- Peter Merian (1795–1883) - professeur de géologie, frère de Johann Rudolf, cousin germain de Christophe (Senior).
- Johann Rudolf Merian (de) (1797–1871) - mathématicien et homme politique, frère de Peter.
- Christoph Merian (1800–1858) - banquier, homme d'affaires et agriculteur, fils de Christophe (Senior).

### Ligne de Bâle plus jeune (y compris branche de Francfort)
- Matthäus Merian l'Ancien (1593–1650) - graveur et éditeur, arrière-petit-fils de Johann Petrus Merian.
- Matthäus Merian le jeune (1621–1687) - peintre, graveur, éditeur et libraire.
- Caspar Merian (de) (1627–1686) - paysagiste, fils de Matthäus l'Ancien
- Anna Maria Sibylla Merian (1647–1717) - naturaliste et illustratrice, dtr. de Matthäus l'Ancien
- Johann Matthäus von Merian (1659–1716) - peintre pastelliste, fils de Matthäus le Jeune
- Johanna Helena Herolt (1668-1723) - peintre, dtr. de Maria Sibylla Merian
- Dorothea Maria Graff (1678–1745) - dtr. de Maria Sibylla Merian, mariée au peintre Georg Gsell
- Andreas Merian-Iselin (1742–1811) - Homme politique bâlois et Landammann suisse (magistrat en chef).
- Andreas, baron von Merian (1772–1828) - Fils d'Andreas Merian-Iselin, diplomate en France et en Russie
- Lukas Amadeus Merian (de) (1808–1889) - Architecte à Bâle